# Erik Silva
Erik Jose de Jesus Silva Oyon (Caracas, 16 de marzo de 1987) es un artista marcial mixto venezolano que actualmente compite en la división de peso pluma de la Ultimate Fighting Championship (UFC). Anteriormente, fue campeón de peso pluma en LUX Fight League.

## Carrera de artes marciales mixtas

### Inicios en Costa Rica
En 2016 y a sus 29 años de edad, Erik Silva inicia su carrera de MMA en promotoras costarricenses como Calvo Promotions y Center Real Fights, donde acumuló cuatro victorias y una derrota en 5 combates.

### LUX Fight League
Silva llegó a México en el año 2019 para firmar con LUX Fight League. Debutó ante Rubén Lozano el 29 de noviembre de LUX 007, ganando por sumisión en el primer asalto.
Silva se enfrentó a Erik Radleim el 12 de marzo de 2021 en LUX 012 y posteriormente a Daniel Vega el 6 de agosto de dicho año en LUX 015. Al igual que ocurrió en su pelea de debut, ganó ambas con la misma llave de sumisión -el mataleón- y en el primer asalto.

#### Campeonato de Peso Pluma de LUX y salida
Por la forma en que logró vencer a sus anteriores rivales, King Silva se ganó el derecho de desafiar al campeón de peso pluma Diego Lopes en un futuro cercano, aunque la pelea nunca sucedió debido a que Lopes dejó vacante el título. Por ello, se programó una pelea entre Silva y Edgar Cabello para el 11 de febrero de 2022 en LUX 020, y allí se consagró como el nuevo monarca pluma de la promoción.
No obstante, Silva dejó el título vacante debido a que fue llamado para competir en la sexta temporada del Dana White's Contender Series. Su rival sería Anvar Boynazarov en la semana 3 llevada a cabo el 29 de agosto de 2022; sin embargo, fue derrotado al recibir varios codazos y patadas.

### Ultimate Fighting Championship
Pese a la derrota en DWCS, el presidente de UFC Dana White decidió contratarlo de todos modos al verle potencial aun con 35 años de edad. Silva debutó el 10 de diciembre de 2022 ante T.J. Brown en UFC 282, pero no logró obtener la victoria al caer por sumisión en el tercer asalto.
Silva se enfrentó a Muhammad Naimov el 24 de febrero de 2024 en UFC Fight Night 237. Perdió la pelea en únicamente 44 segundos debido a una lesión de pierna que le impidió continuar.

## Campeonatos y logros
- LUX Fight League
  - Campeonato de Peso Pluma de LUX (una vez)

## Récord en artes marciales mixtas
| Récord profesional | Récord profesional | Récord profesional |
| 12 peleas          | 9 victorias        | 3 derrotas         |
| ------------------ | ------------------ | ------------------ |
| Nocaut             | 3                  | 1                  |
| Sumisión           | 4                  | 2                  |
| Decisión           | 2                  | 0                  |

| Resultado | Récord | Oponente               | Método                        | Evento                               | Fecha                   | Ronda | Tiempo | Localización      | Notas                                            |
| --------- | ------ | ---------------------- | ----------------------------- | ------------------------------------ | ----------------------- | ----- | ------ | ----------------- | ------------------------------------------------ |
| Derrota   | 9–3    | Muhammad Naimov        | TKO (lesión de pierna)        | UFC Fight Night: Moreno vs. Royval 2 | 24 de febrero de 2024   | 1     | 0:44   | Ciudad de México  |                                                  |
| Derrota   | 9–2    | T.J. Brown             | Sumisión (arm-triangle choke) | UFC 282                              | 10 de diciembre de 2022 | 3     | 3:41   | Las Vegas, Nevada |                                                  |
| Victoria  | 9–1    | Anvar Boynazarov       | TKO (codazos y golpes)        | Dana White's Contender Series        | 9 de agosto de 2022     | 1     | 1:32   | Las Vegas, Nevada |                                                  |
| Victoria  | 8–1    | Edgar Cabello          | Sumisión (rear-naked choke)   | LUX 020                              | 11 de febrero de 2022   | 1     | 3:50   | Cancún            | Ganó el vacante Campeonato de Peso Pluma de LUX. |
| Victoria  | 7–1    | Daniel Vega            | Sumisión (rear-naked choke)   | LUX 015                              | 6 de agosto de 2021     | 1     | 2:21   | Monterrey         |                                                  |
| Victoria  | 6–1    | Erik Radleim           | Sumisión (rear-naked choke)   | LUX 012                              | 12 de marzo de 2021     | 1     | 1:33   | Monterrey         |                                                  |
| Victoria  | 5–1    | Rubén Lozano           | Sumisión (rear-naked choke)   | LUX 007                              | 29 de noviembre de 2019 | 1     | 3:05   | Monterrey         |                                                  |
| Victoria  | 4–1    | Camilo Hernández       | TKO (golpes)                  | CRF 32                               | 12 de abril de 2019     | 1     | 1:50   | San José          |                                                  |
| Victoria  | 3–1    | Carlos Córdoba Fonseca | Decisión (unánime)            | CRF 31                               | 15 de noviembre de 2018 | 3     | 5:00   | San José          |                                                  |
| Victoria  | 2–1    | Armando Aguilar        | Decisión (unánime)            | Calvo Promotions 12                  | 6 de diciembre de 2016  | 3     | 5:00   | San José          |                                                  |
| Derrota   | 1–1    | Jorge Vargas Pérez     | Sumisión (rear-naked choke)   | Calvo Promotions 10                  | 2 de julio de 2016      | 3     | 4:15   | San José          |                                                  |
| Victoria  | 1–0    | Rodolfo Martínez       | TKO (golpes)                  | Calvo Promotions 9                   | 17 de marzo de 2016     | 1     | 4:58   | San José          |                                                  |